# Hans-Ludwig Grabowski
 Hans-Ludwig Grabowski  (* 19. Januar 1961 in Weißensee) ist ein deutscher Numismatiker.

## Leben
Grabowski beschäftigt sich seit seiner Kindheit mit historischen Geldscheinen. Der Eisenbahntransporttechniker lebte bis 1998 in Thüringen und arbeitete u. a. in der Materialplanung des Unternehmens Simson und bei der Treuhandanstalt in Suhl sowie in der Geschäftsleitung einer Firma für Spezialfahrzeugbau. 1995 machte er einen Fachschulabschluss. Seit Mitte der 1980er Jahre beschäftigt er sich auch mit datenbankgestützter Programmierung und entwickelte später in der eigenen Software-Firma MediaSoft digitale Sammlerkataloge inklusive Sammlungsverwaltungen.
Seit 1998 lebt er in Bayern und arbeitet für die Verlage Gietl und Battenberg als Verlagsassistent, Fachautor und Redakteur (seit 1999 Redaktion von "Der Geldscheinsammler").
Er ist u. a. Autor von zahlreichen Fachartikeln, von Software zur Sammlungsverwaltung auf CD-ROM sowie von Katalogwerken zum Papiergeld der deutschen Länder, zu den deutschen Serienscheinen und zum deutschen Notgeld sowie Bearbeiter des „Rosenberg-Katalogs“ zum deutschen Staatspapiergeld von der Reichsgründung 1871 bis heute.
Er ist Redakteur der Zeitschrift „Münzen & Sammeln“ (zuvor "Münzen & Papiergeld") und des Online-Magazins "www.geldscheine-online.com".
Nach Erscheinen seiner Arbeit zum Geld und Geldersatz in deutschen Konzentrationslagern und Ghettos der NS-Diktatur Ende 2008 (Das Geld des Terrors) war er im Zusammenhang mit Ansprüchen von Holocaust-Überlebenden auch als gerichtlich bestellter Gutachter tätig und konnte mit dazu beitragen, dass nach Urteil des Bundessozialgerichts Tausende von Klägern für ihre Ghettoarbeit Renten erhielten. Zuvor war der "Rentenkrieg" durch einen von ihm initiierten Artikel im Magazin "Stern" in das Bewusstsein der Öffentlichkeit gelangt.
Mit seinem 2014 erschienenen Buch über die Lebensmittel-Versorgung von Juden während des Zweiten Weltkriegs und seinem Werk über Geld als Propagandamittel in der Weimarer Republik und im Dritten Reich von 2015 betrat er erneut kaum erforschtes Neuland und bestätigt damit nicht nur seine Rolle als renommierter Numismatiker, sondern auch als engagierter Historiker.
In Presse und Fernsehen tritt er als Interviewpartner auf, wenn es um Zeit- und Geldgeschichte des Dritten Reichs oder der DDR geht. Darüber hinaus hat er als Rezensent eine Vielzahl von numismatischen und zeitgeschichtlichen Publikationen vorgestellt.
Die Gesamtauflage der Werke (Bücher und Software), die er geschrieben bzw. an denen er mitgewirkt hat, beträgt mehrere Hunderttausend Exemplare.

## Preise und Auszeichnungen
- 2004: Vreneli-Preis der World Money Fair in Basel für außergewöhnliche numismatische Leistungen im Bereich Journalismus & Publizistik.
- 2012: "Ward D. Smith Memorial Award" der International Bank Note Society (IBNS) für seine Arbeit über moderne chinesische Nachdrucke historischer Geldscheine.
- 2019: "Literary Achievement Award – 2018 Book of the Year" der International Bank Note Society (IBNS) für sein völlig neu bearbeitetes Buch "Die deutschen Banknoten ab 1871".

## Publikationen
- Digitaler CD-Katalog inkl. Sammlungsverwaltung zu Holger Rosenberg: Die Banknoten des Deutschen Reiches ab 1871. Regenstauf 1997.
- Digitaler CD-Katalog inkl. Sammlungsverwaltung zu Kurt Jaeger: Die deutschen Münzen seit 1871. Regenstauf 1998, 2001.
- Das Papiergeld der deutschen Länder von 1871 bis 1948 – Die Banknoten und Notgeldscheine der deutschen Länder, Provinzen und Bezirke. Regenstauf 1999.
- Holger Rosenberg (Bearbeiter: Hans-Ludwig Grabowski): Die deutschen Banknoten ab 1871. Regenstauf 2002, 2003, 2005, 2007.
- mit Manfred Mehl: Deutsches Notgeld. Band 1 und 2: Deutsche Serienscheine 1918–1922. Regenstauf 2003, 2009.
- mit Helmut Kahnt und Kurt Michael Sonntag: Die Euro-Münzen – Katalog der Umlauf- und Sondermünzen sowie der Kursmünzensätze und Banknoten aller Euro-Staaten. Regenstauf 2003.
- Deutsches Notgeld. Band 5 und 6: Deutsche Kleingeldscheine: Amtliche Verkehrsausgaben 1916–1922. Regenstauf 2004.
- mit Wolfgang J. Mehlhausen: Handbuch Geldscheinsammeln – Ein Leitfaden für Geldscheinsammler und solche, die es werden wollen. Regenstauf 2004, 2024.
- mit Kurt Fischer und Helmut Kahnt: Die Euro-Münzen – Katalog der Umlauf- und Sondermünzen sowie der Kursmünzensätze und Banknoten aller Euro-Staaten. Regenstauf 2004, 2005, 2006, 2007, 2008, 2009.
- Deutsches Notgeld. Band 9: Notgeld der besonderen Art –Geldscheine aus Stoff, Leder und sonstigen ungewöhnlichen Materialien. Regenstauf 2005.
- Deutsches Notgeld. Band 10: Das Papiergeld der deutschen Länder 1871–1948. Regenstauf 2006.
- mit Henning Huschka und Wolfgang Schamberg: Ausländische Geldscheine unter deutscher Besatzung im Ersten und Zweiten Weltkrieg. Regenstauf 2006.
- NumisDat – Das Programm zur Sammlungsverwaltung von Münzen, Medaillen, Geldscheinen, Orden, Fotos, Wertpapieren und mehr. Regenstauf 2007.
- Das Geld des Terrors – Geld und Geldersatz in deutschen Konzentrationslagern und Gettos 1933 bis 1945. Regenstauf 2008.
- Holger Rosenberg, Hans-Ludwig Grabowski: Die deutschen Banknoten ab 1871. Regenstauf 2009, 2011, 2013, 2015.
- Kleiner deutscher Papiergeldkatalog von 1871 bis heute – Deutschland, Österreich und Liechtenstein. Regenstauf 2010.
- mit Josef Gerber: Gedenkbanknoten der Welt / Commemorative Banknotes Of The World. Regenstauf 2011.
- mit Wolfgang Haney (Hrsg.): Kennzeichen „Jude“ – Antisemitismus, Entrechtung, Verfolgung, Vernichtung und die Rationierung von Nahrungsmitteln und Verbrauchsgütern für Juden in Großdeutschland und den besetzten Gebieten 1939 bis 1945. Regenstauf 2014.
- Regensburger Notgeld – Als Erster Weltkrieg und Inflation Stadt und Unternehmer zur Ausgabe von eigenem Papiergeld zwangen. In: Regensburger Almanach 2014 – Stadt der Wunder. Regenstauf 2014.
- mit Wolfgang Haney (Hrsg.): „Der Jude nahm uns Silber, Gold und Speck …“ – Für politische und antisemitische Propaganda genutzte Geldscheine in der Zeit der Weimarer Republik und des Dritten Reichs. Regenstauf 2015.
- mit Michael Kurt Sonntag: Die Preise der deutschen Münzen und Banknoten ab 1945. Regenstauf 2016, 2017.
- Geldnot und Notgeld – Regensburger Notmünzen und Notgeldscheine. In: Kleine Regensburger Münzgeschichte – Münzen, Medaillen und Notgeld, Regenstauf 2016.
- mit Manfred Müller und Anton Geiger: Deutsches Notgeld. Band 13: Das Papiergeld der deutschen Eisenbahnen und der Reichspost. Regenstauf 2016.
- Die deutschen Banknoten ab 1871 – Das Papiergeld der deutschen Notenbanken, Staatspapiergeld, Kolonial- und Besatzungsausgaben, deutsche Nebengebiete und geldscheinähnliche Wertpapiere und Gutscheine. Regenstauf 2017, 2020/21, 2023/24.
- Katalog der O-Euro-Souvenirscheine / Catalogue Of O-Euro Souvenir Notes / Catalogue Des Billets Souvenirs 0-Euro, Regenstauf 2018, 2020.
- mit Helmut Menzel: Mai 1945 – Es geschah im Standortlazarett Magdeburg, Schriftenreihe zur Militär- und Garnisonsgeschichte Magdeburgs, Magdeburg 2018.
- Konkordanzliste der deutschen Banknoten ab 1871, Regenstauf 2019.
- mit Manfred Kranz: Das Papiergeld der altdeutschen Staaten – Geldscheine der Staaten auf dem Gebiet des 1871 gegründeten Deutschen Reichs von den Anfängen bis zum Ende des 19. Jahrhunderts. Regenstauf 2020.
- Für Führer, Volk und Vaterland – Erinnerungen an einen Krieg: Dokumente, Zitate, Briefe, Kurzgeschichten, Gedichte, Fotos, Norderstedt 2021.
- Das Geld der Bayern – Münzen, Banknoten, Staatspapiergeld und überregionales Notgeld für Bayern 1800 bis 1925, Regenstauf 2025.